# Calbuco
Calbuco ist eine chilenische Hafenstadt im Süden Chiles in der Region X Región de los Lagos (Provinz Llanquihue) an der Küste des Golfes von Ancud. Die Stadt liegt etwa 50 km südlich von Puerto Montt. Sie hatte 31.070 Einwohner im Jahr 2002.
Der Name der Stadt wurden von den Ureinwohnern der Insel Isla de Caicaén geprägt. Calfunco, was etwa so viel heißt wie Blaue Gewässer.
60 km nordöstlich der Stadt liegt der gleichnamige Vulkan Calbuco. Er ist einer der aktivsten Vulkane in Chile. Im April 2015 schleuderte der Calbuco eine mehrere Kilometer hohe Aschewolke in die Atmosphäre. Die letzte Eruption ereignete sich zuvor 1972.

## Geschichte
Die Ursprünge der Stadt liegen im Jahre 1602, als sie von Don Francisco Hernández Ortiz gegründet wurde, damals noch mit dem Namen Real Fuerte de San Miguel. 1603 wurde eine kleine Infanterieeinheit in Calbuco stationiert. Die Truppen waren oft mit Chiloten besetzt, den Bewohnern der Insel Chiloé. Die Stadt selbst lag auf einer Insel.
1866 fand während des Spanisch-Südamerikanischen Krieges ganz in der Nähe die Seeschlacht vor Abtao statt. Bis 1965 lag die Stadt auf einer Insel, erst dann wurde sie mit einer 240 m langen Brücke mit dem Festland verbunden.

## Wirtschaft
Calbuco lebt hauptsächlich vom Fischfang und der Landwirtschaft.